# Tanja Askani
Tanja Askani, rozená Kovalská (* 1962, Ostrava) je česká spisovatelka a chovatelka vlků žijící v Německu.

## Životopis
Pochází z Ostravy, z části Poruba. Kladný vztah k zvířatům měla již od svého dětství. Pracovala v záchranné stanici v Novém Jičíně, jako sokolnice, později jako zootechnička v zemědělském družstvě. V roce 1991 se rozhodla odstěhovat do Německa. V současné době pracuje v chráněném území Lüneburger Heide nedaleko Hamburku.

## Vydané knihy
- Vlčí zázrak – Příběhy ze života s vlky (2023)
- Vlčí pouto (2022)
- Vlčí stopy (2019)
- Naše vlčice Flocke (2018)